# Satoshi Omura
Satoshi Omura (大村智, Ōmura Satoshi; Nirasaki, 12 juli 1935) is een Japans biochemicus die bekend werd door de ontdekking en ontwikkeling van verschillende farmacologisch actieve stoffen die voorkomen in micro-organismen. In 2015 werd hem de Nobelprijs voor Fysiologie of Geneeskunde toegekend met William C. Campbell en Youyou Tu voor "ontdekkingen betrekking hebbend op nieuwe geneeswijzen bij infecties veroorzaakt door parasitaire rondwormen".

## Biografie
Ōmura werd geboren in de Japanse stad Nirasaki in de prefectuur Yamanashi, als tweede zoon van de Ōmura-familie. Na zijn afstuderen aan de Universiteit van Yamanaski in 1958 werd hij wetenschapsdocent aan de Tokyo Metropolitan Sumida Technische Hogeschool.
In 1960 was hij toehoorder van een lezing gegeven door Koji Nakanishi aan de Tokio University of Education, een leidend expert op het gebied van biologische chemische producten. Geïntrigeerd door Nakanishi's werk schreef hij een jaar later zich in aan de Tokio University of Science (TUS) voor een wetenschapstudie. Ōmura ontving er zijn mastergraad (1963) en behaalde daarna twee doctoraten; zijn eerste Ph.D was er een in Farmaceutische Wetenschap aan de Universiteit van Tokio (1968), de tweede betrof een Ph.D. in de scheikunde aan TUS (1970).

## Carrière
Vanaf 1965 is Ōmura als onderzoeker verbonden aan het Japanse Kitasato-instituut. Van 1970 tot 1990 was hij tevens deeltijddocent aan TUS. In 1971 was hij gastdocent aan de Wesleyan-universiteit, Connecticut. Aanvankelijk wilde Ōmura zijn onderzoek in de Verenigde Staten voortzetten, maar uiteindelijk besloot hij terug te keren naar Japan. In 1973 werd hij directeur van het antibiotica-laboratorium aan het Kitasato-universiteit, waar hij een gezamenlijk onderzoek begon met Merck & Co. Twee jaar later, 1975, werd hij er benoemd tot hoogleraar. Momenteel is hij hoogleraar-emeritus aan Kitasato en Max Tishler Professor of Chemistry aan Wesleyan.

## Onderzoek
Satoshi Ōmura is vooral bekend van de ontdekking en de ontwikkeling van diverse farmaceuten die van natura voorkomen in mirco-organismen. Hij isoleerde en cultiveerde vele verscheidene variëteiten van de grond levende bacteriën van de soort Streptomyces die anti-microbe substanties produceren. Zo slaagde een onderzoeksgroep onder zijn leiding erin om een stam van de Streptomyces avermitilis te isoleren die het anti-parasitaire middel avermectin produceert. Deze stam werd door Ōmura gegeven aan de Amerikaan William Campbell, die vervolgens hieruit het geneesmiddel ivermectine ontwikkelde dat vanaf de jaren tachtig succesvol wordt gebruikt in de behandeling tegen parasitaire rondwormen die ziektes veroorzaken zoals onchocerciase (rivierblindheid) en elefantiase (olifantsziekte). Voor deze prestatie ontving hij samen met Campbell de Nobelprijs.
Beginnend vanaf de jaren zeventig heeft Omura meer dan 480 nieuwe chemische stoffen ontdekt, waarvan een gedeelte geleid hebben tot de ontwikkeling van nieuwe geneesmiddelen zoals lactacystin, cerulenin, andrastin, herbimycin en neoxaline. Deze hebben enorm bijgedragen in de opheldering van levensverschijnselen.

## Erkenning
Voor zijn wetenschappelijke werk mocht Ōmura verscheidene onderscheidingen en prijzen in ontvangst nemen. Naast de Nobelprijs in 2015 waren dit onder andere: de Hoechst-Roussel Award (1985), de Uehara Prize (1988), de Japan Academy Prize (1990), de Robert Koch gouden medaille (1997) en de Natansihi Prize (2000).

## Links
- Professor Satoshi Omura
- Satoshi Ōmura | People | THE KITASATO INSTITUTE
- Nirasaki Omura Art Museum

1901: Behring · 
1902: Ross · 
1903: Finsen · 
1904: Pavlov · 
1905: Koch · 
1906: Golgi, Ramón y Cajal · 
1907: Laveran · 
1908: Mechnikov, Ehrlich · 
1909: Kocher · 
1910: Kossel · 
1911: Gullstrand · 
1912: Carrel · 
1913: Richet ·
1914: Bárány · 
1919: Bordet · 
1920: Krogh · 
1922: Hill, Meyerhof · 
1923: Banting, Macleod · 
1924: Einthoven ·
1926: Fibiger · 
1927: Wagner-Jauregg · 
1928: Nicolle · 
1929: Eijkman, Hopkins · 
1930: Landsteiner · 
1931: Warburg · 
1932: Sherrington, Adrian · 
1933: Morgan · 
1934: Whipple, Minot, Murphy · 
1935: Spemann · 
1936: Dale, Loewi · 
1937: Szent-Györgyi · 
1938: Heymans · 
1939: Domagk · 
1943: Dam, Doisy · 
1944: Erlanger, Gasser · 
1945: Fleming, Chain, Florey · 
1946: Muller · 
1947: C. Cori, G. Cori, Houssay · 
1948: Müller · 
1949: Hess, Moniz · 
1950: Kendall, Reichstein, Hench · 
1951: Theiler · 
1952: Waksman · 
1953: Krebs,Lipmann ·
1954: Enders, Weller, Robbins · 
1955: Theorell · 
1956: Cournand, Forssmann, Richards · 
1957: Bovet · 
1958: Beadle, Tatum, Lederberg · 
1959: Ochoa, Kornberg · 
1960: Burnet, Medawar · 
1961: Békésy · 
1962: Crick, Watson, Wilkins · 
1963: Eccles, Hodgkin, Huxley · 
1964: Bloch, Lynen · 
1965: Jacob, Lwoff, Monod · 
1966: Rous, Huggins · 
1967: Granit, Hartline, Wald · 
1968: Holley, Khorana, Nirenberg · 
1969: Delbrück, Hershey, Luria · 
1970: Katz, Euler, Axelrod · 
1971: Sutherland · 
1972: Edelman, Porter · 
1973: Frisch, Lorenz, Tinbergen · 
1974: Claude, De Duve, Palade · 
1975: Baltimore, Dulbecco, Temin ·
1976: Blumberg, Gajdusek · 
1977: Guillemin, Schally, Yalow · 
1978: Arber, Nathans, Smith · 
1979: Cormack, Hounsfield · 
1980: Benacerraf, Dausset, Snell · 
1981: Sperry, Hubel, Wiesel · 
1982: Bergström, Samuelsson, Vane · 
1983: McClintock · 
1984: Jerne, Köhler, Milstein · 
1985: Brown, Goldstein · 
1986: Cohen, Levi-Montalcini · 
1987: Tonegawa · 
1988: Black, Elion, Hitchings · 
1989: Bishop, Varmus · 
1990: Murray, Thomas · 
1991: Neher, Sakmann · 
1992: Fischer, Krebs · 
1993: Roberts, Sharp · 
1994: Gilman, Rodbell · 
1995: Lewis, Nüsslein-Volhard, Wieschaus · 
1996: Doherty, Zinkernagel · 
1997: Prusiner · 
1998: Furchgott, Ignarro, Murad · 
1999: Blobel · 
2000: Carlsson, Greengard, Kandel ·
2001: Hartwell, Hunt, Nurse · 
2002: Brenner, Horvitz, Sulston · 
2003: Lauterbur, Mansfield · 
2004: Axel, Buck · 
2005: Marshall, Warren ·
2006: Fire, Mello ·
2007: Capecchi, Smithies, Evans ·
2008: Zur Hausen, Barré–Sinoussi, Montagnier ·
2009: Blackburn, Greider, Szostak ·
2010: Edwards ·
2011: Beutler, Hoffmann, Steinman ·
2012: Gurdon, Yamanaka ·
2013: Rothman, Schekman, Südhof ·
2014: O'Keefe, Moser, Moser ·
2015: Campbell, Omura, Tu ·
2016: Osumi ·
2017: Hall, Rosbash, Young ·
2018: Allison, Honjo ·
2019: Kaelin, Ratcliffe, Semenza ·
2020: Alter, Houghton, Rice ·
2021: Julius, Patapoutian ·
2022: Pääbo ·
2023: Karikó, Weissman ·
2024: Ambros, Ruvkun